# 謝赫曼蘇爾營
謝赫曼蘇爾國際維和營（烏克蘭語：Міжнародний миротворчий батальйон імені Шейха Мансура）是烏克蘭的一個車臣人志願營，以18世紀末反抗俄羅斯統治的車臣民族英雄謝赫曼蘇爾的名字命名。該營主要由車臣志願者組成，他們多為車臣戰爭後逃離俄羅斯的車臣人。
2014年10月12日，謝赫曼蘇爾國際維和營在丹麥成立，成為繼焦哈爾·杜達耶夫營之後的第二個車臣人志願營。該營的發起者是2006年發起的社會和政治運動「自由高加索」。主要戰士是在車臣戰爭之後逃離俄羅斯的車臣人。